# Harfenkonzert (Ginastera)
Das 1965 uraufgeführte Harfenkonzert op. 25 des argentinischen Komponisten Alberto Ginastera (1916–1983) ist durch eine große Schlagzeugbesetzung mit teils spezifisch lateinamerikanischem Instrumentarium gekennzeichnet.

## Entstehung, Uraufführung und Rezeption
Alberto Ginastera erhielt 1956 von Edna Phillips, Harfenistin des Philadelphia Orchestra und deren Mann, Samuel Rosenbaum, den Auftrag zur Komposition eines Harfenkonzerts für das 1958 in Washington, D.C. stattfindende Inter-American Festival. Da das Werk bis dahin nicht vorlag, wurde es für das Inter-American Festival 1961 eingeplant, wobei anstatt der stark durch Lehrveranstaltungen beanspruchten Edna Phillips nun Sylvia Meyer, Harfenistin der Washington National Symphony, den Solopart übernehmen sollte. Auch dieser Termin verstrich, ohne dass Ginastera mehr als Entwürfe geliefert hatte. Zum Zeitpunkt des nächsten Festivaltermins, 1963, hatte sich Phillips bereits vom Konzertpodium zurückgezogen und der spanische Harfenist Nicanor Zabaleta wurde als Solist vorgesehen. Die Fertigstellung verzögerte sich abermals, sodass Zabaleta das Harfenkonzert erst am 18. Februar 1965 in Philadelphia mit dem Philadelphia Orchestra unter Leitung von Eugene Ormandy zur Uraufführung bringen konnte, die mit Standing Ovations und positiver Kritik aufgenommen wurde.
Die Gründe für die lange Verzögerung sind unklar und könnten durch die politischen Wirren in Argentinien mitverursacht sein oder darin liegen, dass Ginastera stark mit anderen Werken, darunter einem Klavierkonzert und einer Oper, beschäftigt war. Ginastera äußerte vor der Uraufführung, es sei das schwierigste Werk, das er je geschrieben habe, da die Charakteristika der Harfe einen modernen Komponisten vor zahlreiche Probleme stelle.
1968 übernahm Sylvia Meyer den Harfenpart in der Erstaufführung der nunmehr bei Boosey & Hawkes als Ginasteras op. 25 gedruckten und revidierten Partitur mit der Washington National Symphony unter Leitung von Guillermo Espinosa.
Alberto Ginasteras Harfenkonzert wurde zum Bestandteil des Standardrepertoires für Harfe. Mehrere kommerziell erhältliche Einspielungen liegen vor.

## Besetzung und Charakterisierung
Neben der solistischen Harfe wird eine Orchesterbesetzung gefordert, in der ein umfangreicher Schlagwerkapparat auffällt, der auch für Lateinamerika typische Instrumente umfasst:
2 Flöten (2. auch Piccoloflöte), 2 Oboen, 2 Klarinetten, 2 Fagotte, Kontrafagott, 2 Hörner, 2 Trompeten, Pauken, Schlagwerk (4 Spieler, mit: 2 Crotales, Glockenspiel, Xylophon, 3 Bongos, 4 Tomtoms, 4 Cowbells, 3 Hängende Becken, Tamtam, Triangel, Kleine Triangel, Claves, Güiro, Maracas, Holzblock, Peitsche, Große Trommel, Kleine Trommel, Tamburin, Wirbeltrommel), Celesta und Streicher.
Die Aufführungsdauer beträgt etwa 23 Minuten. Die drei Sätze des Konzerts sind wie folgt überschrieben:
1. Allegro giusto
2. Molto moderato
3. Liberamente capriccioso – Vivace

Ginasteras Harfenkonzert fällt in eine Schaffensphase des Komponisten, in der Elemente der Volksmusik zunehmend gegenüber Einflüssen zeitgenössischer Strömungen zurücktreten. Stellenweise wird die Harfe wie ein Mitglied der Schlaginstrumente behandelt.
Der erste Satz beginnt mit perkussiven Rhythmen im 3/4- bzw. 6/8-Takt und ist durch den argentinischen Malambo, einen Volkstanz aus der Folklore der Gauchos, inspiriert.
Der langsame zweite Satz stellt die Harfe in den Vordergrund und erinnert mit der Verwendung der Celesta und einer kurzen kanonischen Episode in den Streichern stellenweise an Béla Bartók.
Den dritten Satz eröffnet eine ausgedehnte Solokadenz der Harfe, in der auch Spezialeffekte wie Pedal-Glissandi, Spiel mit Fingernägeln, gitarrenartige Klänge oder Streichen der tiefen Saiten mit der Handfläche eingesetzt werden. Eingeleitet durch einen tutti-Schlag folgt ein weiterer Malambo, in dem das reichhaltige Schlagzeug stark zur Geltung kommt und der den insgesamt dramatischen Satz zum wirkungsvollen Abschluss treibt.